# Mattia Farina (1879)
Mattia Farina (Baronissi, 19 marzo 1879 – Baronissi, 8 febbraio 1961) è stato un imprenditore e politico italiano.